# U.S. Highway 6
Der U.S. Highway 6 ist ein 5158 km langer in West-Ost-Richtung verlaufender Highway durch die Mitte und den Nordosten der USA. Er wird auch Grand Army of the Republic Highway nach der gleichnamigen Veteranenorganisation genannt. Der Highway 6 ist eine der Hauptrouten des 1926 eingerichteten Systems der U.S. Highways. Der westliche Endpunkt ist 1964 von Long Beach an der Pazifikküste bei Los Angeles weiter östlich an die Einmündung in den U.S. Highway 395 bei Bishop an der Ostgrenze Kaliforniens verlegt worden. Das östliche Ende bildet der Übergang in die Massachusetts Route 6A an der Atlantikküste bei Provincetown in Massachusetts. Der Highway 6 ist heute der zweitlängste der Vereinigten Staaten.

## Verlauf

### Die wichtigsten Kreuzungen und Einmündungen
- U.S. Highway 395 in Bishop, Kalifornien
- U.S. Highway 95 von Coaldale, Nevada nach Tonopah (Nevada) – 65 km gemeinsamer Verlauf
- U.S. Highway 50 /  U.S. Highway 93 von Ely, Nevada nach Majors Place, Nevada – 44 km gemeinsamer Verlauf
- U.S. Highway 50 bis Delta – 202 km weiterer gemeinsamer Verlauf
- Interstate 15 bei Spanish Fork, Utah
- U.S. Highway 89 südöstlich von Spanish Fork – 15 km gemeinsamer Verlauf
- U.S. Highway 191 von Price, Utah bis Crescent Junction, Utah – 152 km gemeinsamer Verlauf
- Interstate 70 /  U.S. Highway 50 von Green River, Utah bis nordwestlich von Grand Junction, Colorado – 171 km gemeinsamer Verlauf
- Interstate 70 bis östlich von Idaho Springs, Colorado – 354 km gemeinsamer Verlauf, davon
- U.S. Highway 40 von Empire, Colorado bis östlich von Idaho Springs – 19 km gemeinsamer Verlauf
- U.S. Highway 40 nordwestlich von Lakewood, Colorado
- Interstate 70 nordwestlich von Lakewood
- U.S. Highway 85 /  Interstate 25 in Denver
- Interstate 76 von Derby, Colorado bis Brush, Colorado – 132 km gemeinsamer Verlauf, davon
- U.S. Highway 34 westlich von Fort Morgan, Colorado – 15 km gemeinsamer Verlauf
- U.S. Highway 138 in Sterling, Colorado
- Interstate 76 östlich von Sterling
- U.S. Highway 385 in Holyoke, Colorado
- U.S. Highway 34 westlich von Culbertson, Nebraska bis Hastings, Nebraska – 226 km gemeinsamer Verlauf
- U.S. Highway 83 in McCook, Nebraska
- U.S. Highway 283 in Arapahoe, Nebraska
- U.S. Highway 136 bei Edison, Nebraska
- U.S. Highway 183 in Holdrege, Nebraska
- U.S. Highway 281 in Hastings
- U.S. Highway 81 westlich von Fairmont, Nebraska
- Interstate 80 /  U.S. Highway 77 /  U.S. Highway 34 in Lincoln, Nebraska
- Interstate 80 bei Waverly, Nebraska
- U.S. Highway 275 westlich von Omaha, Nebraska
- Interstate 680 in Omaha
- Interstate 480 /  U.S. Highway 75 in Omaha
- Interstate 29 in Council Bluffs, Iowa
- Interstate 80 nordwestlich von Council Bluffs
- U.S. Highway 59 in Oakland, Iowa
- U.S. Highway 71 östlich von Atlantic, Iowa – 13,5 km gemeinsamer Verlauf
- Interstate 80 von nördlich von Atlantic bis Dexter, Iowa – 64 km gemeinsamer Verlauf
- U.S. Highway 169 in Adel, Iowa
- Interstate 35 westlich von Des Moines, Iowa
- U.S. Highway 69 /  Interstate 235 in Des Moines
- U.S. Highway 65 nordöstlich von Des Moines
- Interstate 80 von nördlich von Altoona, Iowa, bis westlich von Newton, Iowa – 33 km gemeinsamer Verlauf
- U.S. Highway 63 östlich von Grinnell, Iowa
- U.S. Highway 151 bei Amana, Iowa
- Interstate 80 /  Interstate 380 /  U.S. Highway 218 nordwestlich von Iowa City, Iowa
- Interstate 80 nördlich von Wilton, Iowa bis nordöstlich von Davenport – 43 km gemeinsamer Verlauf
- Interstate 280 nordwestlich von Davenport
- U.S. Highway 61 nördlich von Davenport
- Interstate 74 nordöstlich von Davenport bis südlich von Moline, Illinois – 16 km gemeinsamer Verlauf
- U.S. Highway 67 östlich von Davenport
- Interstate 80 südöstlich von Moline
- U.S. Highway 34 von Sheffield, Illinois bis Princeton, Illinois – 25 km gemeinsamer Verlauf
- Interstate 180 östlich von Princeton
- Interstate 39 /  U.S. Highway 51 bei La Salle, Illinois
- Interstate 55 bei Channahon, Illinois
- Interstate 80 /  U.S. Highway 30 /  U.S. Highway 52 in Joliet, Illinois
- Interstate 355 nördlich von New Lenox, Illinois
- U.S. Highway 45 bei Orland Park, Illinois
- Interstate 57 bei Markham, Illinois
- Interstate 94 bei South Holland, Illinois
- Interstate 80 /  Interstate 94 von Lansing, Illinois bis Lake Station, Indiana – 27 km gemeinsamer Verlauf
- U.S. Highway 41 in Hammond, Indiana
- Interstate 65 südöstlich von Gary, Indiana
- U.S. Highway 421 bei Westville, Indiana
- U.S. Highway 35 bei Kingsbury, Indiana
- U.S. Highway 31 bei La Paz, Indiana
- U.S. Highway 33 bei Ligonier, Indiana
- Interstate 69 bei Waterloo, Indiana
- U.S. Highway 127 südlich von Bryan, Ohio
- U.S. Highway 24 bei Napoleon, Ohio
- Interstate 75 südlich von Bowling Green, Ohio
- U.S. Highway 23 bei Bradner, Ohio
- U.S. Highway 20 in Fremont, Ohio
- Interstate 90 nordöstlich von Fremont
- U.S. Highway 250 in Sandusky, Ohio
- Interstate 71 /  Interstate 77 /  Interstate 90 /  U.S. Highway 20 /  U.S. Highway 42 in Cleveland, Ohio
- Interstate 79 /  U.S. Highway 322 bei Meadville, Pennsylvania
- U.S. Highway 19 von Meadville bis südlich von Indian Head (Pennsylvania), Pennsylvania – 39 km gemeinsamer Verlauf
- U.S. Highway 62 bei Warren, Pennsylvania
- U.S. Highway 15 bei Mansfield, Pennsylvania
- U.S. Highway 220 bei Towanda, Pennsylvania
- Interstate 81 /  Interstate 476 /  U.S. Highway 11 bei Scranton, Pennsylvania
- Interstate 84 /  U.S. Highway 206 bei Milford, Pennsylvania
- U.S. Highway 209 von Milford, Pennsylvania bis Port Jervis, New York – 12 km gemeinsamer Verlauf
- Interstate 87 bei Central Valley, New York
- U.S. Highway 9 /  U.S. Highway 202 in Peekskill, New York
- Interstate 84 bei Brewster, New York
- U.S. Highway 202 von Brewster, New York bis Danbury, Connecticut – 19 km gemeinsamer Verlauf
- Interstate 84 /  U.S. Highway 7 bei Danbury
- Interstate 84 durch den Raum Hartford, Connecticut bis Manchester, Connecticut – 23 km gemeinsamer Verlauf
- Interstate 91 /  U.S. Highway 5 /  U.S. Highway 44 in Hartford
- U.S. Highway 44 – 11 km gemeinsamer Verlauf durch Manchester
- Interstate 395 bei Danielson, Connecticut
- Interstate 295 westlich von Providence, Rhode Island
- Interstate 95 /  Interstate 195 /  U.S. Highway 1 /  U.S. Highway 44 in Providence
- Interstate 195 in Fall River, Massachusetts

| Bundesstaat   | Meilen | Kilometer |
| ------------- | ------ | --------- |
| Kalifornien   | 41     | 66        |
| Nevada        | 301    | 491       |
| Utah          | 373    | 600       |
| Colorado      | 467    | 752       |
| Nebraska      | 373    | 600       |
| Iowa          | 320    | 515       |
| Illinois      | 172    | 277       |
| Indiana       | 149    | 240       |
| Ohio          | 259    | 417       |
| Pennsylvania  | 394    | 634       |
| New York      | 78     | 126       |
| Connecticut   | 116    | 187       |
| Rhode Island  | 25     | 40        |
| Massachusetts | 118    | 190       |
| Gesamt        | 3205   | 5158      |

Von 1936 bis 1964, als der Abschnitt durch Kalifornien verkürzt wurde, war der Highway 6 der längste der USA, heute der U.S. Highway 20. Als der Highway 6 im Jahre 1926 angelegt wurde, war Erie in Pennsylvania sein östlicher Endpunkt.
Seit der Highway 6 stellenweise deckungsgleich mit anderen Highways verläuft, hat sich seine Bedeutung – im Gegensatz z. B. zum U.S. Highway 40 – als transkontinentale Verkehrsverbindung reduziert.

### Kalifornien

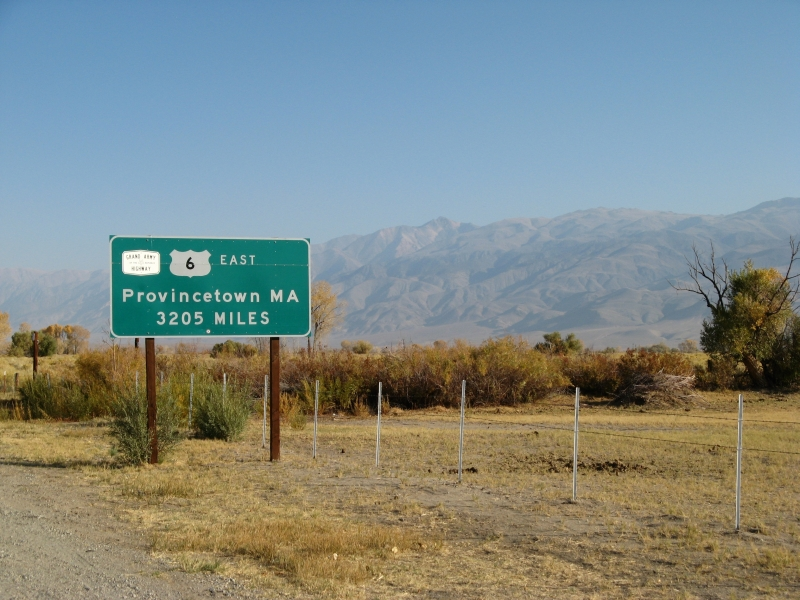
Der westliche Endpunkt des Highway 6 bei Bishop

Der heutige Abschnitt des Highway 6 durch Kalifornien verläuft 66,4 km von Bishop in nördlicher Richtung bis zur Grenze nach Nevada. Bevor im Jahre 1964 die Nummerierung der Highways in Kalifornien neu geordnet wurde, führte der Highway 6 auf der Strecke des heutigen U.S. Highway 395, der California State Route 14, der Interstate 5 und der Interstate 110 bis nach Long Beach. Obwohl alle autobahnähnlich ausgebauten Abschnitte durch die Verkürzung 1964 verlorengingen, ist der Highway 6 noch heute Bestandteil des California Freeway and Expressway System.
Heute beginnt der Highway 6 in Bishop und führt in nördlicher Richtung durch das landwirtschaftlich genutzte Chalfant Valley am Westrand der White Mountains. Nach rund 50 km wird der kleine Ort Benton erreicht. Hier trifft der Highway 6 auf die California State Route 120, die zum Yosemite-Nationalpark und zum San Joaquin Valley führt. Wenige Kilometer nördlich von Benton wird die Grenze nach Nevada erreicht.

### Nevada
Der Highway 6 führt nun weiter in nordöstlicher Richtung durch die Halbwüste des Queen Valley. Zwischen Nevadas höchsten Gipfel, dem Boundary Peak, und dem Montgomery Peak in Kalifornien, die jeweils über 4.000 m hoch sind, führt die Straße hindurch. Die Straße steigt nun durch die von Einblättrigen Kiefern und Utah-Wacholder bewaldete Zone hinauf zum 2.185 m hohen Montgomery Pass. Die Richtung ändert sich nun allmählich nach Osten.
Der Highway 6 führt nun durch eine Wüstenlandschaft mit der ehemaligen Bergbausiedlung Columbus, bevor von links der U.S. Highway 95 einmündet. Die Highways 6 und 95 führen nun gemeinsam in östlicher Richtung bis Tonopah, wo der Highway 95 nach Süden abbiegt. 24 km südlich von Tonopah befindet sich das militärische Sperrgebiet und Atomtestgelände Nellis Range.
Der Highway 6 führt weiter nach Osten durch die Basin and Range Province. Bei der Geisterstadt Warm Springs mündet die Nevada State Route 375 ein. Nun ändert sich die Richtung wieder nach Nordosten und erreicht schließlich mit der Kleinstadt Ely den größten Ort Nevadas am Highway 6. Hier trifft der Highway 6 mit dem U.S. Highway 50 und dem U.S. Highway 93 zusammen. Die drei Highways führen nun eine Strecke gemeinsam durch die östlich von Ely gelegene Schell Creek Range, die für ihre grünen Wälder und Wiesen sowie ihren Wildbestand bekannt ist.
Nachdem der Highway 93 den gemeinsamen Verlauf nach Süden verlassen hat. wenden sich die Highway 6 und 50 gemeinsam wieder in östliche Richtung. Die Straße überwindet die Snake Range über den Sacramento Pass nördlich des Wheeler Peak, Nevadas zweithöchstem Berg im Great-Basin-Nationalpark. Wenig später erreichen die Highways 6 und 50 nördlich der Mormonensiedlung Baker gemeinsam die Grenze nach Utah.

### Utah
Der Highway 6 und der Highway 50 kommen gemeinsam nach Utah und verlassen den Staat gemeinsam wieder. Innerhalb dieses Staates nehmen sie aber größtenteils unterschiedliche Verläufe, wovon der Highway 50 die neuere und kürzere Strecke nimmt.
Wenige Kilometer nach der Grenze von Nevada kreuzen die gemeinsam verlaufenden Highways 6 und 50 die Utah State Route 159. Nach weiteren 142 km gemeinsamen ostnordöstlichen Verlauf trennen sich beide Highways am Ostrand von Delta. Während der Highway 50 einen kürzeren südlichen Verlauf nimmt, wendet sich der Highway 6 nun nach Nord-Nordosten.
Im weiteren Verlauf erreicht der Highway 6 gemeinsam mit der Interstate 15 die Stadt Spanish Fork. Dort biegt der Highway 6 nach Südosten ab und trifft am südöstlichen Rand von Spanish Fork auf den U.S. Highway 89. Nach 15,4 km gemeinsamen Verlauf verlässt der Highway 6 diesen in östlicher Richtung, während der Highway 89 nach Süden abbiegt.
Die Richtung ändert sich nun allmählich wieder in einen südöstlichen Verlauf und führt am Rande des Uinta National Forest vorbei. In Helper mündet von links der U.S. Highway 191 und beide Straßen verlaufen nun gemeinsam nach Südosten. Über Price und Wellington wendet sich die Straße nun nach Süden und erreicht die gemeinsam in west-östlicher Richtung verlaufende Interstate 70 und den U.S. Highway 50. Alle vier Straßen verlaufen nun auf einer gemeinsamen Strecke nach Osten, bis nach wenigen Kilometern der Highway 191 nach Süden in Richtung Arizona abbiegt.
Die gemeinsame Strecke von Interstate 70, U.S. Highway 6 und U.S. Highway 50 führt nun in teils östlicher und teils nordöstlicher Richtung zur Grenze nach Colorado. Wenige Kilometer davor verlässt der Highway 6 den gemeinsamen Verlauf wieder und verläuft in wenigen Kilometern Entfernung parallel.

### Colorado
Der Highway 6 verläuft nun weiter in östlicher Richtung wenige Kilometer parallel zur Interstate 70 und zum Highway 50. Bei Fruita gelangt der Highway in das Tal des oberen Colorado River. Gemeinsam mit dem Highway 50 führt der Highway 6 durch die Stadtmitte von Grand Junction, während die Interstate 70 am nördlichen Stadtrand verläuft. Hier verlässt der Highway 50 endgültig die gemeinsame Strecke.
Auf dem 391 km langen Abschnitt von Grand Junction nach Denver verläuft der Highway teilweise parallel, teilweise deckungsgleich mit der Interstate 70. Auf dieser Strecke mündet bei der Durchquerung des White River National Forest der U.S. Highway 24 an seinem westlichen Endpunkt ein. Weiter östlich überquert der Highway 6 die Front Range und damit die Nordamerikanische kontinentale Wasserscheide über den 3.655 m hohen Loveland Pass, während die Interstate 70 weiter nördlich durch den Eisenhower-Tunnel verläuft. Unterhalb des Passes mündet bei Georgetown aus nördlicher Richtung der U.S. Highway 40 ein und führt ebenfalls gemeinsam bis Denver.
Hier trifft der Highway auf die Interstates 25 und 76 sowie die U.S. Highways 36, 85, 87 und 287. Innerhalb der Stadt führt der Highway 6 über die 6th Avenue (auch 6th Avenue Freeway genannt).
Der Highway 6 führt nun in nordwestlicher Richtung aus Denver hinaus und vereinigt sich wenig später mit der Interstate 76. In Wiggins trifft die Straße auf den U.S. Highway 34, die Colorado State Highway 39 und die Colorado State Highway 52. Der Highway führt nun gemeinsam mit dem Highway 34 weiter in östlicher Richtung. Bei Fort Morgan trennt sich der Highway 34 wieder von der gemeinsamen Strecke. Ab Brush verläuft der Highway 6 wieder allein, in nordöstlicher Richtung bis Sterling aber noch parallel mit der Interstate 76. Hier trifft der Highway 6 auf den U.S. Highway 138, die Colorado State Highway 14 und die Colorado State Highway 61.
Im weiteren Verlauf ändert sich die Richtung allmählich in einen östlichen Verlauf. In Holyoke kreuzt der U.S. Highway 385. Wenige Kilometer weiter östlich erreicht der Highway 6 die Grenze zwischen Colorado und Nebraska.

### Nebraska
Von Colorado kommend führt der Highway 6 zunächst in südöstlicher Richtung, um in Culbertson wieder mit dem Highway 34 zusammenzutreffen. Beide Straßen verlaufen nun auf der gleichen Strecke ostwärts und kreuzen in McCook den U.S. Highway 83 und in Arapahoe den U.S. Highway 283. Die Straße führt nördlich an Edison vorbei, wo der U.S. Highway 136 einmündet und damit seinen westlichen Endpunkt erreicht. Nachdem der Verlauf kurzzeitig auf einen nordöstlichen Verlauf geschwenkt ist, kreuzt er in Holdrege den U.S. Highway 183 und führt danach wieder in Richtung Osten. In Hastings kreuzt der U.S. Highway 281 und der Highway 34 verlässt die gemeinsame Strecke in nördlicher Richtung. Weiter östlich kreuzt in Fairmont der U.S. Highway 81, bevor sich die Straße in nördlicher Richtung wieder der Interstate 80 annähert und im Abstand von wenigen Kilometern parallel zu dieser nach Osten führt.
Im Westen von Nebraskas Hauptstadt Lincoln trifft der Highway 6 auf den U.S. Highway 77 nahe dessen nördlichem Endpunkt. Auch der Highway 34 trifft hier wieder auf den Highway 6 und kreuzt diesen. In nordöstlicher Richtung verlässt der Highway 6 die Stadt und kreuzt kurz danach die Interstate 80. Nun führt der Highway 6 weiter nach Nordosten und überquert hinter Ashland den Platte River.
Südlich von Gretna geht der Verlauf auf eine nördliche Richtung über, kreuzt westlich von Omaha den U.S. Highway 275, bevor er nach Osten abbiegt und auf einer vierspurig ausgebauten Straße das Zentrum von Nebraskas größte Stadt Omaha erreicht. Dort kreuzt der U.S. Highway 75 und gemeinsam mit der Interstate 480 überquert der Highway 6 den Missouri River, der die Grenze zwischen Nebraska und Iowa bildet.

### Iowa
Von Nebraska kommend erreicht der Highway 6 zuerst die Stadt Council Bluffs, in deren Zentrum die Interstate 29 kreuzt. Westlich der Stadt kreuzt erneut die Interstate 80 und der Highway 6 führt nun weiter nach Osten. In Oakland (Iowa) kreuzt versetzt der U.S. Highway 59. Im weiter östlich gelegenen Lewis biegt die Straße nach Nordosten ab und führt durch die Stadt Atlantic und trifft dort auf den U.S. Highway 71. Gemeinsam mit diesem erreicht der Highway 6 erneut die Interstate 80 und verläuft nun wieder mit dieser gemeinsam nach Osten. Östlich von Dexter verlässt der Highway 6 wieder den gemeinsamen Streckenverlauf in nördlicher Richtung, um in Redfield wieder nach Osten abzubiegen. Über Adel, wo der U.S. Highway 169 kreuzt, und Waukee erreicht der Highway Iowas Hauptstadt Des Moines. Dort kreuzt die Interstate 35 und der U.S. Highway 69. Nördlich des Stadtzentrums überquert der Highway 6 den Des Moines River.
Beim nordöstlich von Des Moines gelegenen Altoona vereinigt sich an der Kreuzung mit dem U.S. Highway 65 der Highway 6 erneut mit der Interstate 80. Ab Lambs Grove verläuft der Highway 6 wieder allein in östlicher Richtung. Östlich von Grinnell kreuzt der U.S. Highway 63. Bei Marengo erreicht der Highway den Iowa River. Wenige Kilometer östlich kreuzt der U.S. Highway 151. Am nordwestlichen Rand von Iowa City kreuzt der Highway nacheinander den zur Interstate 380 ausgebauten U.S. Highway 218 und die Interstate 80. Im Zentrum der Stadt wird der Iowa River überquert, bevor die Straße in südlichster Richtung die Stadt verlässt.
Hinter West Liberty überquert der Highway 6 den Cedar River und wendet sich danach in nordöstlicher Richtung, um sich erneut mit der Interstate 80 zu vereinigen. Am nordwestlichen Rand von Davenport erreichen beide Straßen gemeinsam die Quad Cities. Der Highway 6 verläuft zunächst auf der nördlichen Umgehungsstraße um die Quad Cities und kreuzt dabei den U.S. Highway 61, bevor er gemeinsam mit der Interstate 74 nach Süden abbiegt und zwischen Davenport und Bettendorf den Mississippi River erreicht, der die Grenze zwischen Iowa und Illinois bildet. Die Straße führt nun über eine Brücke und verlässt somit den Staat Iowa.

### Illinois
Gemeinsam mit der Interstate 74 erreicht der Highway 6 von Iowa kommend die Stadt Moline. Der Highway führt nun gemeinsam mit der Interstate 74 in nord-südlicher Richtung durch die Stadt und kreuzt dabei die Illinois State Routes 92 und die 5 sowie den Rock River, bevor er am Quad City International Airport am südlichen Stadtrand nach Osten abbiegt. Von dort an verläuft der Highway 6 entlang der Stadtgrenze von Moline und East Moline wieder auf einer eigenen Strecke.
Nachdem der Highway 6 die östliche Umgehungsstraße gekreuzt und damit das Gebiet der Quad Cities verlassen hat, führt die Straße nun wieder parallel zur wenige Kilometer entfernt nach Osten verlaufenden Interstate 80. Westlich von Sheffield mündet der U.S. Highway 34 aus südwestlicher Richtung kommend ein und verläuft nun in östlicher Richtung bis Princeton gemeinsam mit dem Highway 6. Dort biegt der Highway 34 nach Nordosten ab. In Princeton kreuzt der Highway 6 die Interstate 180 und erreicht weiter östlich in La Salle den Illinois River. Hier kreuzt der auf einer gemeinsamen Strecke mit der Interstate 39 verlaufende U.S. Highway 51 und der Highway verläuft fortan parallel zum Illinois River. Nachdem der Highway durch die Städte Ottawa, Seneca und Morris geführt hat, erreicht er in Joliet, wo die Interstate 55 sowie die U.S. Highways 30 und 52 kreuzen, das Ballungsgebiet um Chicago.
Die Straße führt nun zunächst nach Nordosten und kreuzt die Interstate 355, bevor sich bei Orland Hills der Verlauf wieder nach Osten ändert. Hier kreuzt der U.S. Highway 45. Am östlichen Rand von Markham kreuzt die Interstate 57, westlich der Stadt die Interstate 294. Bei South Holland kreuzen die Illinois State Route 1 und die Interstate 94. Bei Lansing biegt der Highway nach Süden ab, um erneut die Interstate 80 zu erreichen und mit dieser gemeinsam weiter nach Osten zu führen. Nach wenigen Kilometern inmitten des Ballungsgebietes um Chicago erreicht der Highway 6 die Grenze zwischen Illinois und Indiana.

### Indiana
Von Illinois kommend führt der Highway 6 auf einer gemeinsamen Strecke mit den Interstates 80 und 94 (Bormann Expressway) durch Hammond, wo der U.S. Highway 41 kreuzt. Weiter östlich führt der Highway 6 am Südrand von Gary vorbei, wo die Interstate 65 kreuzt. Bei Lake Station verlässt der Highway 6 den gemeinsamen Verlauf mit der Interstate 80 und biegt nach Süden ab. Südlich von Lake Station biegt der Highway nach Osten ab und verläuft über South Haven nach Westville. Dort kreuzt der U.S. Highway 421. Südlich des weiter östlich gelegenen Kingsbury kreuzt der U.S. Highway 35. Über Walkerton und die Kreuzung mit dem U.S. Highway 31 bei La Paz führt der Highway 6 in östlicher Richtung nach Bremen. Danach führt die Straße weiter in östlicher Richtung über Nappanee, Ligonier, wo der U.S. Highway 33 kreuzt, Kendallville, Waterloo, wo die Interstate 69 kreuzt, nach Butler, dem letzten Ort in Indiana. Wenige Kilometer weiter östlich überquert der Highway 6 die Grenze nach Ohio.

### Ohio
Im Williams County erreicht der Highway 6 den Staat Ohio und führt südlich an Bryan vorbei. Hinter Napoleon, wo der U.S. Highway 24 kreuzt, überquert der Highway 6 den Maumee River und verläuft danach in gerader Richtung östlich bis Bowling Green, wo die Interstate 75 kreuzt. Nach der Kreuzung mit dem U.S. Highway 23 und Fremont ändert die Straße ihre Richtung nach Nordosten und erreicht nach der Kreuzung mit der Interstate 80 mit der Sandusky Bay den Eriesee. Nach der Stadt Sandusky führt der Highway 6 am Südufer des Eriesees über Huron, Vermilion, Lorain und Lakewood nach Cleveland, wo er auf die Interstate 90, die U.S. Highways 20, 42 und 322 und einige untergeordnete Straßen trifft. Die Straße verlässt Cleveland in nordöstlicher Richtung und verläuft zunächst parallel zum Ufer des Eriesees, bevor sich nach wenigen Kilometern die Richtung erneut nach Osten und damit vom Seeufer landeinwärts wendet. Ab East Cleveland verlaufen die Highways 6 und 20 einige Kilometer auf der gleichen Strecke, bevor der Highway 6 nach dem Naturschutzgebiet Euclid Creek Reservation wieder auf einer eigenen Strecke nach Osten führt und die Metropolregion um die Stadt Cleveland verlässt. Über Chardon im Geauga County erreicht die Straße mit dem Ashtabula County das letzte County in Ohio. In Andover wendet sich die Straße nach Norden, um das Pymatuning Reservoir, einen Stausee des Shenango River, zu umgehen. Nördlich des Sees wird die Grenze zu Pennsylvania erreicht.

### Pennsylvania
Der durch Pennsylvania führende Abschnitt des Highway 6 ist von seinem Eintritt einige Kilometer westlich von Meadville bis zum Verlassen des Staates in Matamoras insgesamt 634 km lang.
Unmittelbar hinter der Staatsgrenze wendet sich der Highway nach Südosten und erreicht bei Pymatuning North das Nordostufer des Pymatuning Reservoir und führt bis wenige Kilometer hinter Linesville am Rande des Pymatuning State Park entlang. Ab Conneaut Lake verlaufen die Highways und 322 wieder gemeinsam nach Osten. Westlich von Meadville kreuzt die Interstate 79. Im Zentrum der Stadt treffen die Highways 6 und 322 auf den U.S. Highway 19 und einige untergeordnete Straßen. Der Highway 6 wendet sich ab Meadville nach Nord-Nordosten und verläuft nun auf einer gemeinsamen Strecke mit dem Highway 19 im Tal des French Creek, einem Nebenfluss des Allegheny River. Über Saegertown, Venango und Cambridge Springs erreicht der Highway den Ort Mill Village, vor dessen Westrand der Highway 6 nach Osten abbiegt und damit die gemeinsame Strecke mit dem Highway 19 verlässt. Im weiteren Verlauf in östlicher Richtung passiert die Straße die Orte Union City und Elgin, bevor die Stadt Corry im Erie County erreicht wird. Östlich von Corry hinter Columbus wendet sich die Straße nach Südosten und erreicht hinter Youngsville den Allegheny River, an dessen Ufer der U.S. Highway 62 entlangführt.
Flussaufwärts führen beide Highways bis Warren, wo der Highway 6 den gemeinsamen Streckenverlauf mit dem Highway 62 und Fluss in südöstlicher Richtung verlässt und bis Kane durch den Allegheny National Forest führt. Danach wendet sich die Straße allmählich leicht nach Nordosten und führt durch kleinere Orte wie Mount Jewett, Smethport, Port Allegany, Coudersport und durch den Denton Hill State Park nach Galeton, wo sich der Verlauf wieder in östliche Richtung wendet. Nach Wellsboro, Mansfield, wo der autobahnähnlich ausgebaute U.S. Highway 15 kreuzt, Sylvania, Troy und Burlington erreicht der Highway 6 Towanda im Tal des nach Südosten in die Chesapeake Bay fließenden Susquehanna River. Hier trifft der Highway 6 auf den U.S. Highway 220 und einige untergeordnete Straßen. Die Straße folgt nun in südöstlicher Richtung dem Lauf des Susquehanna über Wyalusing, Laceyville, Meshoppen nach Tunkhannock, wo sich der Highway wieder nach Osten wendet und den Susquehanna verlässt. Danach überquert der Highway den Hauptkamm der Appalachen. Ab Factoryville verlaufen die U.S. Highways 11 und 6 gemeinsam in südöstlicher Richtung über Dalton und Glenburn nach Clarks Summit. Dort trifft der Highway 6 auf die Interstates 476 und 81.

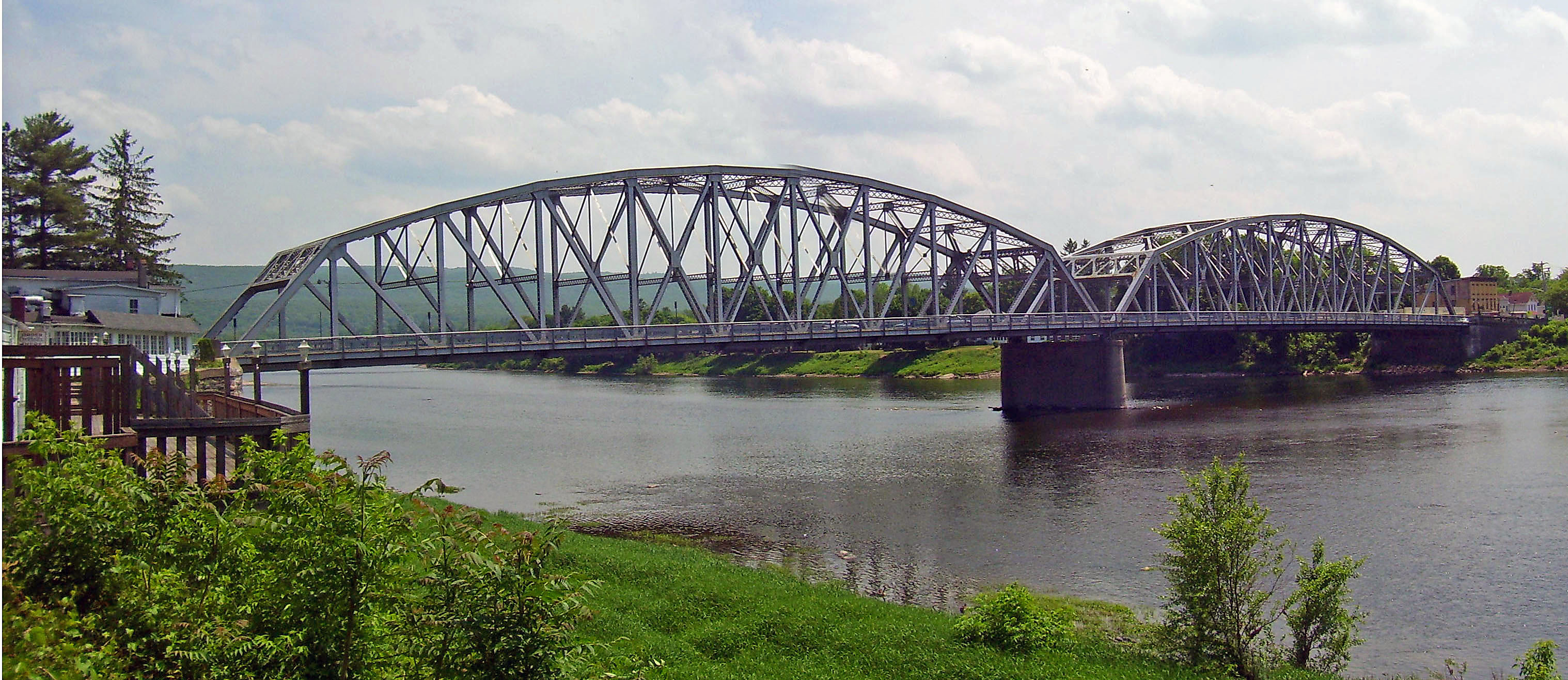
Die Mid-Delaware Bridge über den Delaware River

Der Highway verläuft fortan in südöstlicher Richtung gemeinsam mit der Interstate 81 über Chinchilla an den Nordrand von Scranton und führt gemeinsam mit der Interstate 81 als nordöstliche Umgehungsstraße um die Stadt herum. Am Ostrand von Scranton verlässt der Highway 6 die Umgehungsstraße als autobahnähnlich ausgebauter Freeway in nordöstlicher Richtung. Der Freeway führt nach Nordosten an Jessup, Archbald, Jermyn, Mayfield und Carbondale vorbei, wo die Straße wieder zweispurig wird und sich nach Osten wendet. Über Waymart, Prompton führt der Highway 6 über die nördlichen Pocono Mountains nach Honesdale, dem Endpunkt des Delaware and Hudson Canal. Hier ändert sich der Verlauf der Straße nach Süd-Südosten entlang des Lackawaxen River bis nach Hawley. Dort verlässt die Straße durch ihren weiterhin südlichen Verlauf den Lackawaxen River und erreicht das Ufer des Lake Wallenpaupack, von wo sich der Highway wieder nach Südosten wendet. In Milford trifft die Straße auf den oberen Delaware River, der die Grenze zum Bundesstaat New Jersey bildet. Auf einer gemeinsamen Strecke mit dem U.S. Highway 209 erreicht die Straße nach 10,4 km in nordöstlicher Richtung Matamoras an der Schnittstelle der Staaten Pennsylvania, New Jersey und New York. Vor Matamoras kreuzt die Interstate 84; die Highways 6 und 209 führen durch das Zentrum von Matamoras und über Mid-Delaware Bridge ins gegenüber liegende Port Jervis in New York.

### New York

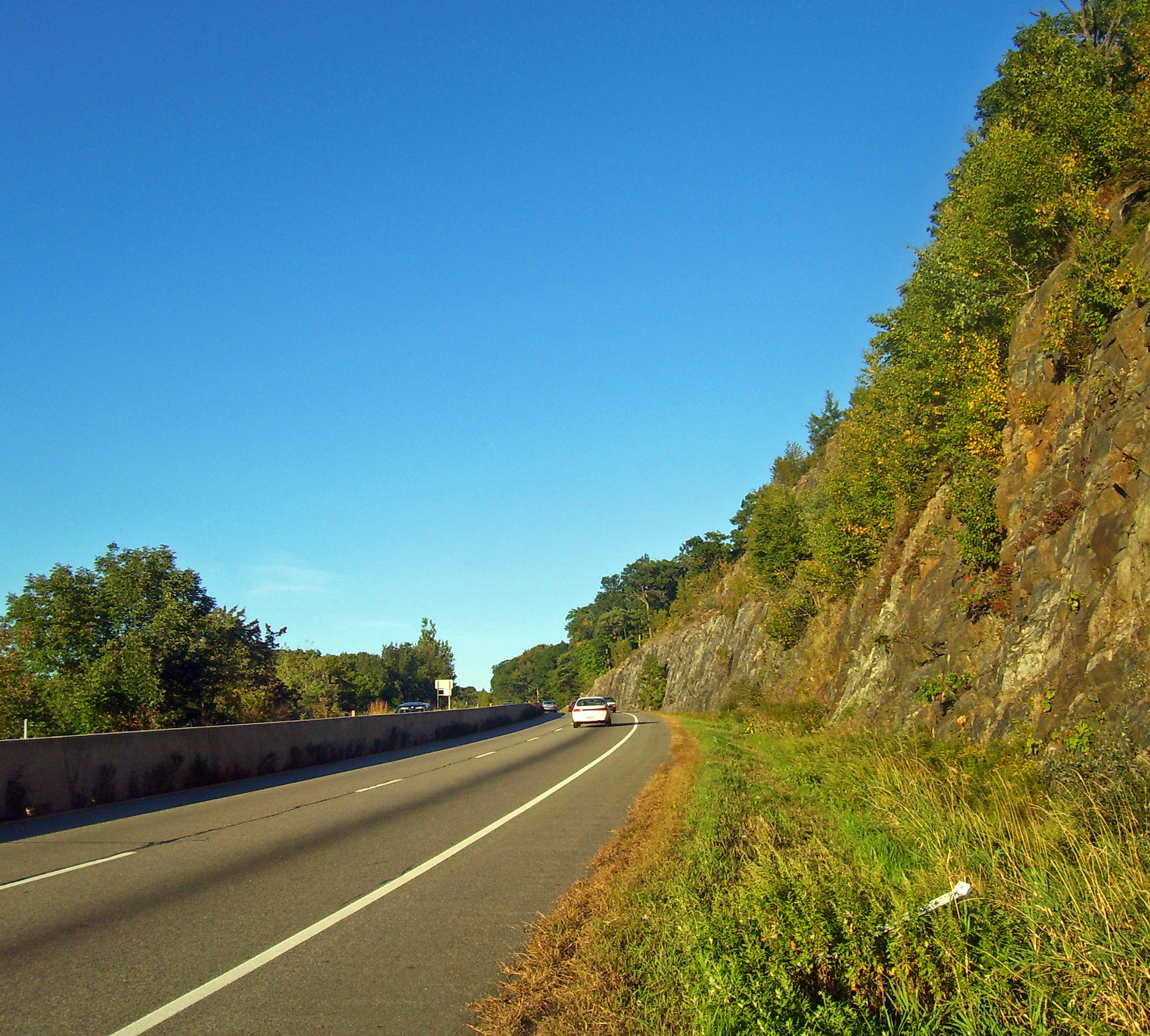
In den Bergen des Harriman State Park

Der Abschnitt des Highway 6 durch New York ist 126 km lang und führt überwiegend durch das Orange County sowie zu kleineren Teilen durch das Putnam, das Westchester und das Rockland County.
Östlich von Port Jervis verläuft der Highway 6 in wenigen Kilometern Entfernung parallel zur Interstate 84 über Slate Hill und New Hampton nach Osten. In Goshen mündet die Straße in die als Freeway ausgebaute New York State Route 17 und verläuft auf gemeinsamer Strecke über Chester und Monroe nach Harriman, wo die Interstate 87 kreuzt. Danach führt der Highway 6 wieder auf einer eigenen Strecke nach Osten und erreicht den Harriman State Park. In der früheren Siedlung Doodletown trifft der Highway 6 auf den Palisades Interstate Parkway und führt mit diesem gemeinsam durch den Bear Mountain State Park weiter nach Osten. Südlich von Fort Montgomery am Hudson River kreuzen die U.S. Highways 9 und 202, bevor der Highway 6 über die Bear Mountain Bridge den Fluss quert.
Danach führt die Straße nach entlang des Hudson River nach Südosten bis Peekskill, wo sich die Richtung erneut nach Osten ändert und über Lake Mohegan Shrub Oak erreicht. Dort kreuzt der Taconic State Parkway. Danach verläuft der Highway am Nordrand von Jefferson Valley entlang. Danach wendet sich die Straße nach Nordosten und führt durch Mahopac nach Carmel, wo der Highway seine Richtung wieder nach Südosten wendet. Bei Brewster kreuzen sich die Interstates 84 und 684 sowie der U.S. Highway 302. Östlich von Brewster verläuft der Highway 6 am Südufer des East Branch Reservoir wenige hundert Meter parallel zur Interstate 84 und erreicht nach wenigen Kilometern die Grenze zu Connecticut.

### Connecticut
Durch Connecticut führt der Highway 6 über eine Strecke von 187 km. Der Abschnitt beginnt westlich von Danbury und endet wenige Kilometer östlich von Danielson.
Zuerst führen die Highways 6 und 202 weiterhin parallel zur wenige hundert Meter entfernten Interstate 84 in östlicher Richtung durch das Fairfield County bis Danbury, wo der U.S. Highway 7 von Süden kommend einmündet. Alle vier Straßen führen auf einer gemeinsamen Trasse als Umgehungsstraße nördlich um Danbury herum, bevor der Highway 6 danach die gemeinsame Route in östlicher Richtung verlässt. Ab Newtown verläuft die Straße erneut auf einer gemeinsamen Route mit der Interstate 84 weiter nach Nordosten und quert nach wenigen Kilometern über die Rochambeau Bridge den Housatonic River nach Southbury im New Haven County, wo der Highway 6 wieder auf einer eigenen Strecke verläuft und seine Richtung nach Norden ändert.
In Woodbury im Litchfield County wendet sich der Streckenverlauf nach Nordosten. Über Watertown erreicht der Highway die Stadt Thomaston am Naugatuck River, wo sich die Richtung nach Osten ändert. Über Terryville und Bristol im Hartford County erreicht der Highway Hartford, die Hauptstadt von Connecticut. Hier trifft der Highway 6 mit den Interstates 84 und 91, den U.S. Highways 5 und 44 sowie einer Reihe untergeordneter Straßen zusammentrifft.
Nach der Überquerung des Connecticut River über die Bulkeley Bridge verlässt der Highway die Stadt über Manchester nach Osten. Danach wendet sich die Strecke nach Südosten, um über Andover im Tolland County nach Willimantic im Windham County zu gelangen. Nachdem sich die Route nun nach Ost-Nordosten gewendet hat, wird über Windham, Hampton und Brooklyn nach Danielson zu gelangen, dem letzten Ort in Connecticut. Östlich der Stadt kreuzt die Interstate 395; wenige Kilometer weiter östlich mündet der von Südwesten kommende Connecticut Turnpike an dessen Endpunkt ein. An dieser Stelle ist zugleich die Grenze zu Rhode Island erreicht.

### Rhode Island

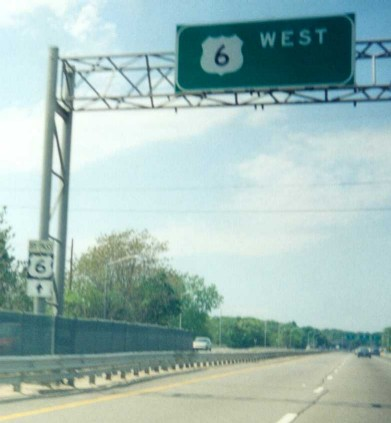
U.S. Highway 6 in Providence

Durch den flächenmäßig kleinsten Bundesstaat verläuft mit nur 40 km auch der kürzeste Abschnitt des Highway 6.
Nach der Staatsgrenze von Connecticut kommend führt die Straße zunächst in ostnordöstlicher Richtung bis North Scituate, wo der Streckenverlauf leicht nach Süden abknickt. Östlich des Snake Den State Park erreicht der Highway 6 die Interstate 295, die westliche Umgehungsstraße des Ballungsraumes um Rhode Islands Hauptstadt Providence.
Die Straße verläuft nun in östlicher Richtung weiter über eine zum Freeway ausgebaute Strecke in Richtung Providence. Östlich des Vorortes Johnston beginnt das Stadtgebiet von Providence, der nach Boston zweitgrößten Stadt Neuenglands. Hier trifft der Highway 6 auf die Interstate 95 (einschließlich der Umgehungsstraßen I 195 und I 295), die U.S. Highways 1 und 44 sowie eine Reihe untergeordneter Straßen zusammen.
Vom Stadtzentrum führt die Washington Bridge über einen Ausläufer der Narragansett Bay in das gegenüber liegende East Providence. Im Osten der Stadt verlässt der Highway 6 wieder den gemeinsamen Verlauf mit der Interstate 195 und dem U.S. Highway 44 und führt nun in südöstlicher Richtung aus der Stadt hinaus. Die östliche Stadtgrenze ist zugleich die Staatsgrenze zwischen Rhode Island und Massachusetts.

### Massachusetts

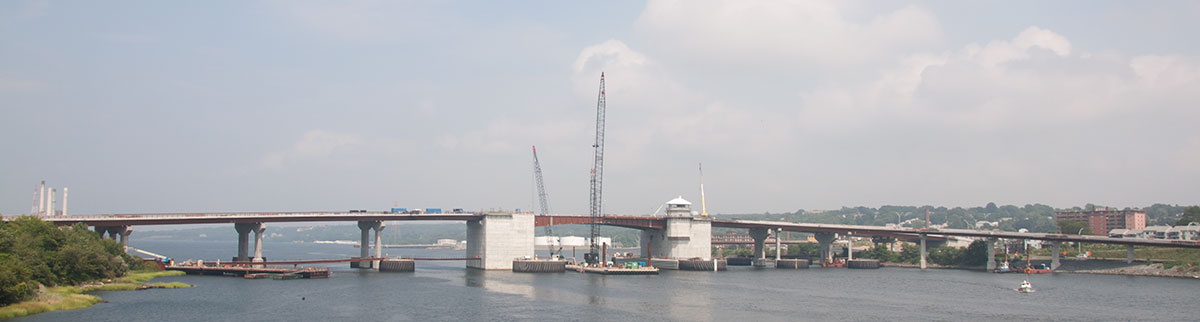
Veterans Memorial Bridge

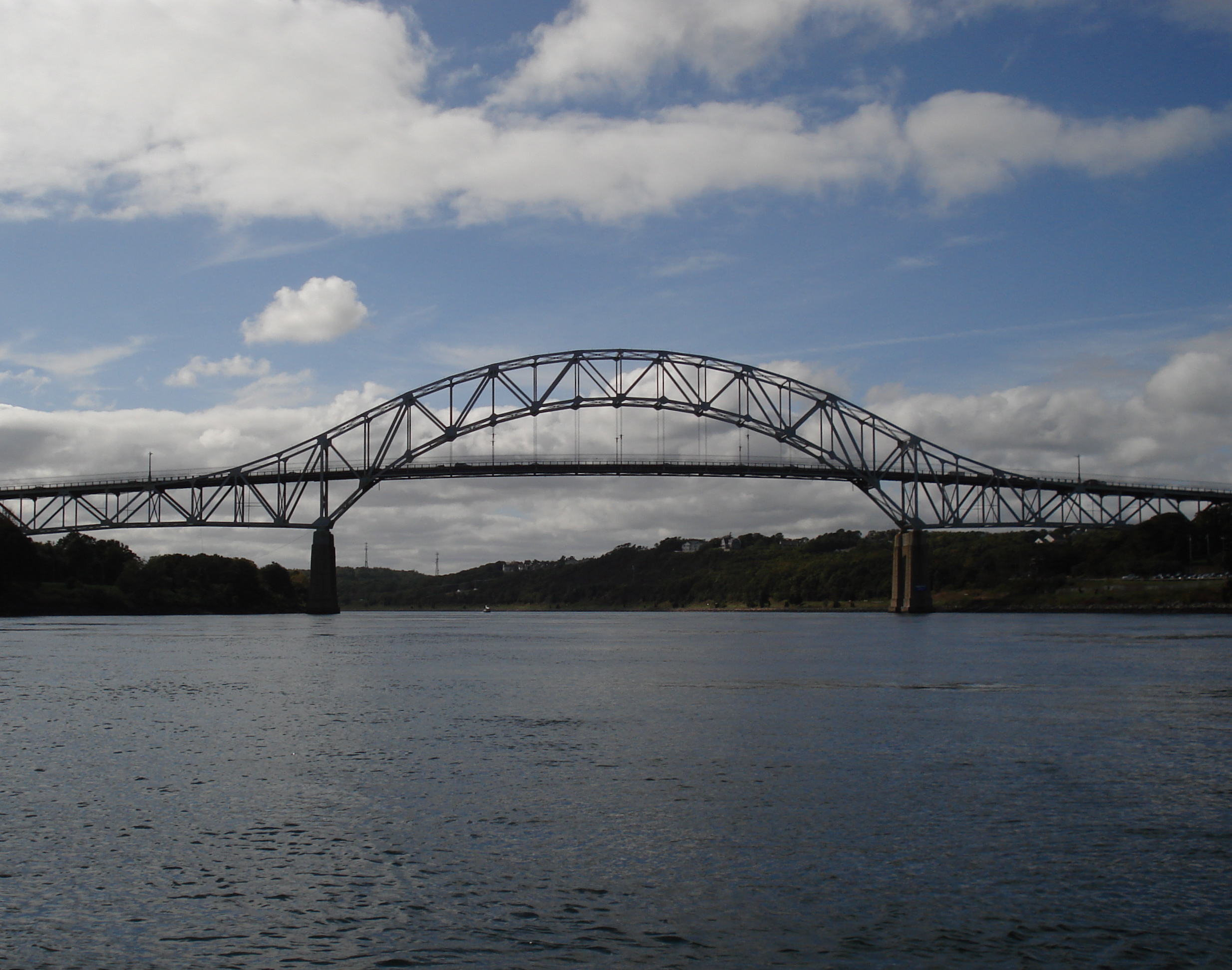
Sagomore Bridge

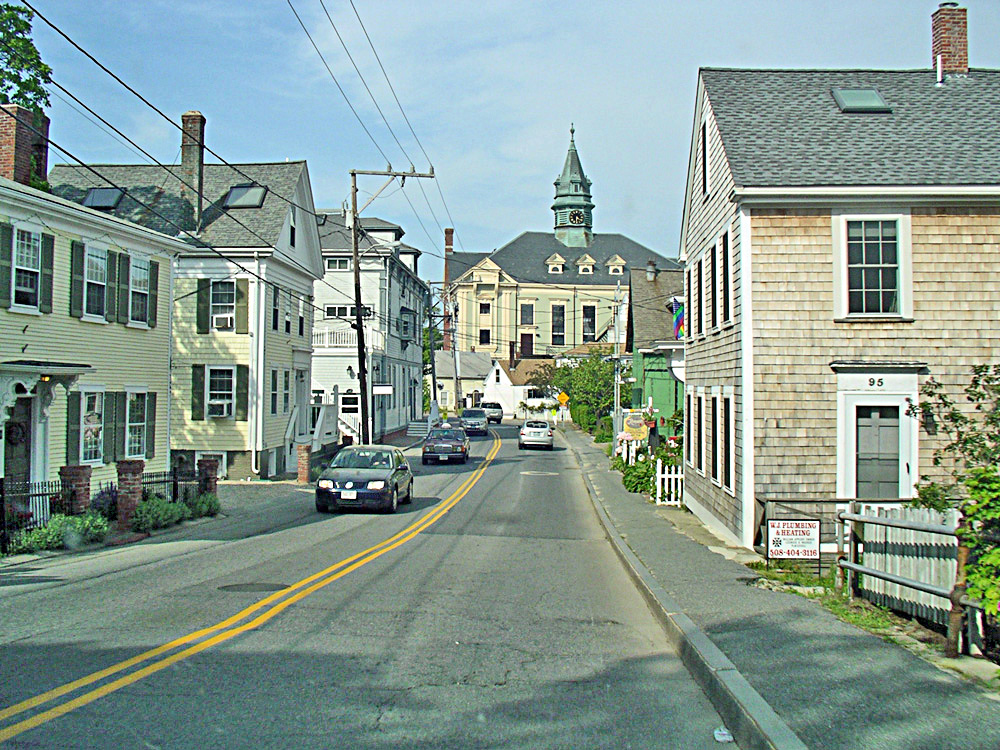
Provincetown am Ende des Highway 6

Durch Massachusetts führt der östlichste Abschnitt des Highway 6 auf einer Länge von 190 km.
Die Strecke verläuft weiterhin in wenigen Kilometern Entfernung parallel zur Interstate 195. Nach Seekonk, Swansea und Somerset erreicht der Highway den Mündungstrichter des Taunton River in die Narragansett Bay und überquert diesen über die Veterans Memorial Bridge nach Fall River.
Der Highway 6 verläuft durch das Stadtzentrum von Fall River als President Avenue und wendet sich danach als Eastern Avenue nach Süden, um schließlich nach dem erneuten Überqueren der Interstate 195 als Grand Army Highway die Stadt in südöstlicher Richtung zu verlassen. Nach der Kreuzung mit der Massachusetts Route 88 bei North Westport mündet bei Westport mündet an deren östlichen Endpunkt von rechts die Massachusetts Route 177 ein. Danach wendet sich der Verlauf des Highways in östliche Richtung und erreicht nach der Durchquerung von Smith Mills die Stadt New Bedford. Dort durchquert die Straße das Stadtzentrum als Kempton bzw. Mill Street und trifft dabei nacheinander auf die Massachusetts Routes 140 und 18. Über die Fish Island Bridge verlässt der Highway die Stadt in östlicher Richtung.
Der Verlauf wendet sich parallel zur Küste allmählich in nordöstliche Richtung und durchquert die Orte Mattapoisett, Marion und Wareham, wo die Massachusetts Route 28 einmündet und im weiteren Verlauf mit dem Highway 6 eine gemeinsame Strecke zu nutzen. In Buzzards Bay erreicht die Straße den Cape Cod Canal und verläuft fortan entlang dessen nordwestlichen Ufers. Hinter Buzzards Bay verlässt die Route 28 die gemeinsame Strecke an der Einmündung der Massachusetts Route 25 über die Bourne Bridge in südliche Richtung. In Sagamore trifft der Highway 6 auf die zum Freeway ausgebaute Massachusetts Route 3 und führt gemeinsam mit dieser über die Sagamore Bridge auf die Cape Cod-Halbinsel. Dort bildet der zum Freeway ausgebaute Highway 6 den Hauptverkehrsweg.
Nach dem Passieren der Otis Air National Guard Base und des Hauptortes Barnstable sowie der Orte Yarmouth, Dennis und Harwich endet in Orleans der zum Freeway ausgebaute Abschnitt. Die letzten rund 40 km verlaufen als einfache zweispurige Landstraße durch Eastham, Wellfleet und Truro, bevor in Provincetown der Endpunkt des U.S. Highway 6 erreicht wird.